# Láser de cascada cuántica
El láser de cascada cuántica (LCC) (en inglés: quantum cascade laser, en alemán: quantenkaskadenlaser) es un dispositivo semiconductor láser que convierte energía eléctrica en radiación electromagnética en el espectro infrarrojo. La longitud de onda del LCC puede ser diseñada para oscilar en el rango 3-300 micrómetros. Dependiendo de la longitud de onda, la potencia óptica obtenida oscila normalmente entre los miliwatts (mW) y decenas de vatios (10W). La núcleo teórico de base para el funcionamiento del LCC fue propuesto en la década del 1970 por F. Kazarinov y R. A. Suris. En enero de 1994, un grupo de científicos e ingenieros en los Laboratorios Bell de Nueva York a cargo de Federico Capasso y  de Alfred Y. Cho reportó la primera realización de un dispositivo láser de cascada cuántica, el cual emitió radiación en la longitud de onda de 4 micrómetros. Luego de dos décadas de desarrollo, el LCC se ha establecido hoy en día (2014) como una fuente de luz láser para longitudes de onda 3-300 micrómetros muy exitosa, ofreciendo una serie de ventajas con respecto a otras fuentes de radiación electromagnética en este rango de frecuencias.

Distribución de niveles energéticos en un LCC. Las flechas rojas representan saltos energéticos de electrones. Las flechas ondeadas representam la emisión de quantos de luz.

## Modo de funcionamiento
El LCC funciona con inyección eléctrica. Bajo un determinado potencial eléctrico, la inversión de población es realizada cuando niveles energéticos de la banda de conducción se alinean de una forma determinada. Estos niveles energéticos se repiten de forma periódica a lo largo de toda la  estructura del láser formando, desde el punto de vista energético, una serie de «cascadas» o «escalones energéticos». Un electrón, al recorrer una a una estas cascadas energéticas, genera quantos de luz, fotones, en cada uno de estos saltos energéticos.

## Actuales y potenciales aplicaciones
Los actuales y potenciales campos de aplicación del LCC se pueden dividir en tres grupos: detección de gases orgánicos, comunicación óptica por el espacio libre, y simulación de objetos calientes.
El primer grupo, detección de gases orgánicos, representa el mayor y más prometedor espectro de aplicaciones de este dispositivo optoelectrónico. Sistemas de detección de gases que utilizan el láser de cascada cuántica han sido creados, siendo la detección fotoacústica uno de los más comunes. Ejemplos de gases detectados con el LCC son metano (CH
4), monóxido de carbono (CO), dióxido de carbono (CO
2), y óxido de nitrógeno (NO
2).
El segundo grupo de aplicaciones explota las dos ventanas infrarrojas de transmisión atmosférica para longitudes de onda en el rango 3-5 y 8-12 micrómetros. Potenciales aplicaciones para la transmisión de señales con cero atenuación están siendo investigadas.
La simulación de objetos calientes incluye la calibración de cámaras térmicas y aplicaciones militares como contramedidas de infrarrojos.